# 이우 (1542년)
이우(李瑀, 1542년 ~ 1609년)는 조선의 서화가이다. 자는 계헌(季獻), 호는 옥산(玉山), 본관은 덕수이다.

## 생애
율곡 이이의 동생이며 조선 명종 때 진사시에 급제하여 비안현감과 괴산군수, 고부군수를 거쳐 군자감정을 지냈다. 그는 어머니인 신사임당의 예술적 재능을 이어받아 시·글씨·그림·거문고에 능하여 ‘4절’이라 불리었다. 글씨로 양주에 〈윤은성사정비〉가 있다.

## 참고 문헌
- 이 문서에는 다음커뮤니케이션(현 카카오)에서 GFDL 또는 CC-SA 라이선스로 배포한 글로벌 세계대백과사전의 내용을 기초로 작성된 글이 포함되어 있습니다.